# Юмашево (Баймацький район)
Юма́шево (рос. Юмашево, башк. Йомаш) — село у складі Баймацького району Башкортостану, Росія. Адміністративний центр Юмашевської сільської ради.
Населення — 1006 осіб (2010; 1136 в 2002).
Національний склад:
- башкири — 99%

## Видатні уродженці
- Лілія Сакмар — башкирська поетеса, драматург, перекладач, журналіст.